# الإسكندر الثاني المقدوني
الإسكندر المقدوني الثاني (باليونانية القديمة: Ἀλέξανδρος Β΄ὁ Μακεδὼν) كان ملك مملكة مقدونيا القديمة حكم مقدونيا في الفترة ما بين (370 – 368 قبل الميلاد)، وذلك بعد موت أبيه أمينتاس الثاني المقدوني.

## استلامه العرش
كان الإسكندر الثاني أكبر أخوته سنا. عندما اعتلى العرش وكان للتو وصل سن البلوغ. الأمر الذي سبب له المصاعب مع أعداء سلالته الذين ما لبثوا أن استأنفوا الحرب على مقدونيا.
فمن جهة قام الإليريون بشن هجوم عليه من المنطقة الشمالية الغربية وبنفس الوقت شن عليه باوسانياس هجوما آخر من جهة الشرق. استطاع باوسانياس ضم عدة مدن إليه وبدأ بتهديد الإسكندر والملكة الأم في المقيمة في القصر الملكي في بيلا مع أولادها الثلاث. 
ولكن الإسكندر وبمساعدة من الجنرال الأثيني إفيكراتيس والذي كان يبحر على طول الساحل المقدوني بغية استرداد أمفيبوليس استطاع هزيمة أعداءه.

## حروب ثيساليا
شارك الإسكندر وبناء على طلب بيت أليواداي، في الحرب الأهلية في ثيساليا. وسيطر على لاريسا وعدة مدن أخرى مما شجعه إلى وضع حاميات عسكرية في تلك المناطق حانثا بذلك اتفاقياته السابقة. مما أثار ردة فعل قوية خصوصا من قبل طيبة القوة العسكرية الأقوى في اليونان في ذلك الوقت. 
قام الجنرال الطيبي بيلوبيداس بدحر المقدونيين من ثيساليا. وبعدها قام بتحييد الإسكندر الثاني عن عرشه مسلما العرش إلى بطليموس الألاروسي ومجبرا الإسكندر على ترك تحالفه مع أثينا لمصلحة طيبة وكجزء من هذا التحالف الجديد، أرغم الإسكندر على تسليم طيبة رهائن (من ضمنهم أخيه فيليبوس الثاني المقدوني) كضمان على الاتفاقية.

## وفاته
تم اغتيال الإسكندر الثاني في أحذ المهرجانات وذلك بتحريض من الوصي بطليموس الألاروسي والذي بقي في منصبه كوصي بالرغم بسبب صغر سن الملك الجديد بيرديكاس الثالث المقدوني أخ الإسكندر الثاني.

## وصلات خارجية
- أسلاف الإسكندر الثاني
- تاريخ مقدونيا